# Стикни, Стюарт
Стюарт Гросвенор Стикни (англ. Stuart Grosvenor Stickney; 9 марта 1877, Сент-Луис, Миссури — 24 сентября 1932, Сент-Луис, Миссури) — американский гольфист, серебряный призёр летних Олимпийских игр 1904 года.
На Играх 1904 года в Сент-Луисе Стикни участвовал в двух турнирах. В командном он занял 15-е место, и в итоге его команда стала второй и получила серебряные награды. В одиночном разряде он занял первое место в квалификации, и пройдя в плей-офф, остановился на одной восьмой финала.
Вместе с ним на Играх участвовал его брат Уильям Стикни.